# جاشوا کلوتی
جاشوا کلوتی (انگلیسی: Joshua Clottey؛ زادهٔ ۶ اکتبر ۱۹۷۷) بوکسور اهل غنا است.